# God & Guns
God & Guns är Lynyrd Skynyrds elfte studioalbum. Albumet gavs ut 29 september 2009.

## Låtlista
1. "Still Unbroken" (Rossington, Van Zant, Medlocke, Thomasson) - 5:06
2. "Simple Life" (Rossington, Van Zant, Medlocke, Steele) - 3:17
3. "Little Thing Called You" (Rossington, Van Zant, Medlocke, Lowery) - 3:58
4. "Southern Ways" (Van Zant, Medlocke, Lowery, Marlette) - 3:48
5. "Skynyrd Nation" (Van Zant, Medlocke, Lowery, Marlette) - 3:52
6. "Unwrite that Song" (Rossington, Van Zant, Medlocke, Steele, Mullins) - 3:50
7. "Floyd" (feat. Rob Zombie) (Rossington, Van Zant, Medlocke, Lowery) - 4:03
8. "That Ain't My America" (Rossington, Van Zant, Medlocke, Warren, Warren) - 3:44
9. "Comin' Back For More" (Rossington, Van Zant, Medlocke, Daly) - 3:28
10. "God & Guns" (Jones, Meadows, Tower) - 5:44
11. "Storm" (Rossington, Van Zant, Medlocke, Lowery, Marlette) - 3:15
12. "Gifted Hands" (Rossington, Van Zant, Medlocke, Lowery, Marlette) - 5:22

## Medlemmar
- Johnny Van Zant – sångare
- Gary Rossington – gitarr
- Rickey Medlocke – gitarr, bakgrundssångare
- Mark Matejka – gitarr, bakgrundssångare
- Ean Evans – basgitarr, bakgrundssångare
- Robert Kearns – basgitarr, bakgrundssångare
- Michael Cartellone – trummor
- Billy Powell – keyboard
- Peter Keys – keyboard